# Natalie Cole
Natalie Maria Cole (Los Ángeles, 6 de febrero de 1950-31 de diciembre de 2015) fue una cantante estadounidense de jazz, soul y R&B. Hija del legendario cantante de jazz Nat King Cole, tuvo éxitos a mediados de los años 1970 como artista de R&B (Rhythm and Blues) con los temas «This Will Be» («Esto Será»), «Mr. Melody» («Señor Melodía»), «Inseparable» y «Our Love» («Nuestro amor»). Tras ventas muy bajas y pocas actuaciones debido a la adicción a las drogas, Cole resurgió como una artista pop con el álbum de 1987 Everlasting (Eterno), con una versión de «Pink Cadillac» («Cadillac rosa») de Bruce Springsteen. En la década de los 1990 regrabó los éxitos de su padre, entre los cuales "Unforgettable ... with Love" ("Inolvidable... con amor") tuvo unas ventas de siete millones de copias y también hizo que Cole ganara numerosos Premios Grammy.
Su carrera se puede dividir en dos etapas: en la primera, hizo R&B y urban; después trabajó más en el jazz. Durante su carrera vendió más de 30 millones de álbumes. Falleció el jueves 31 de diciembre de 2015, a la edad de 65 años en el Cedars-Sinai Medical Center en Los Ángeles, California debido a una insuficiencia cardíaca congestiva.

## Inicios
Natalie Cole nació en Cedars of Lebanon Hospital en Los Ángeles, siendo hija del cantante Nat King Cole y la ex primera cantante de la Orquesta de Duke Ellington, Maria Hawkins Ellington. Se crio en el adinerado distrito de Hancock Park de Los Ángeles. Grababa desde la infancia, Cole refería que a su familia los llamaban "the black Kennedys" ("los Kennedy negros") y llegó a conocer a muchos grandes cantantes de jazz, soul y blues. A los seis años, Natalie cantó con su padre un álbum de Navidad y a los 11 años inició su formación. Cole creció bajo la adopción de su hermana mayor Carole "Cookie" (1944-2009) (su madre María era más joven que la hija de su hermana), adoptaría a su hermano con el nombre de Nat "Kelly" Cole (1959-1995) y sus hermanos mellizos más pequeños Timolin y Casey (nacidos en 1961).
Su tío Freddy Cole era un cantante y pianista con numerosos álbumes y premios. Cole entró en la Northfield School, una escuela preparatoria elitista de Nueva Inglaterra hasta que su padre falleció de cáncer pulmonar en febrero de 1965. Después de esto, tuvo dificultades de comunicación con su madre. Se inscribió en the University of Massachusetts Amherst. Estuvo brevemente en intercambio en la University of Southern California donde se comprometió con el capítulo Ipsilon de la Delta Sigma Theta, una hermandad de mujeres. Más tarde, regresó a la University of Massachusetts en donde se especializó en Psicología de la Infancia estando en Alemania y se graduó en 1972.

## Carrera musical

### Inicios musicales
Después de su graduación, Cole, que había crecido escuchando una variedad de artistas de soul, como Aretha Franklin, y a la icono del rock psicodélico Janis Joplin, empezó cantando en pequeños clubes con su banda, Black Magic (Magia negra). Los clubes le daban la bienvenida debido a que había sido la hija de Nat King Cole, pero se decepcionaron cuando empezó a cantar cover de números de R&B y de rock. Mientras actuaba, notó que un par de productores del área de Chicago, Chuck Jackson y Marvin Yancy, la observaban y se acercaron a escucharla. Después de varias grabaciones juntos, ellos habían pasado por varios sellos de grabación. Muchos sellos discográficos rechazaron las grabaciones, excepto uno: Capitol Records, el sello donde grababa su padre, escucharon sus grabaciones y la firmaron.
Cole, Yancy y Jackson fueron a los estudios en Los Ángeles a las políticas de grabación donde habían sido enviados, dando como resultado el lanzamiento del álbum debut de Natalie Cole, Inseparable, que incluía canciones que habían sido grabadas por Aretha Franklin. En efecto, Franklin comentaría más tarde que canciones como «This Will Be» o «I Can`t Say No» le fueron originalmente ofrecidas para la grabación de su álbum You. Agregó este tipo de grabaciones en su disco. Cole también grabó «You». Lanzado en 1975, el álbum fue un éxito instantáneo gracias a «This Will Be», llegando a la lista de los diez primeros y ganando más tarde Cole un Grammy Award for Best Female R&B Vocal Performance. (Mejor voz femenina) Un segundo sencillo, «Inseparable», también fue un éxito. Ambas canciones llegaron al número uno de las listas de R&B. Cole también ganó Best New Artist en Grammy Awards por sus logros. Debido a la apariencia de Cole como «la nueva Aretha Franklin».

### Estrellato inicial
Llegaba una estrella instantánea y Cole respondía a los críticos para no caer en el segundo año con Natalie lanzado en 1976. El álbum, parecido a Inseparable, fue un éxito dorado gracias a la influencia funk de «Sophisticated Lady» («Dama sofisticada») y la influencia jazzística en «Mr. Melody» («Señor melodía»).
Cole obtendría su primer disco de platino con su tercer lanzamiento, Unpredictable (Impredecible) gracias al hit número uno de R&B "I've Got Love on My Mind" ("Tengo amor en mi mente"). Originalmente la pista final del álbum sería «I'm Catching Hell» («Estoy agarrando al infierno»), una canción de Cole no muy popular durante sus conciertos. Más tarde en 1977 Cole lanzó su cuarto álbum y segundo de platino, Thankful (Agradecido), que incluía otro éxito, "Our Love" ("Nuestro amor"). Cole fue la primera artista femenina en tener dos álbumes de platino en un año.[cita requerida] Capitalizando su fama, Cole era protagonista de un especial de TV, que atrajo a celebridades como Earth, Wind and Fire y apareció también en el especial televisivo Sinatra and Friends (Sinatra y amigos). En 1978, Cole lanzó su primer álbum en vivo, Natalie Live!.
A principios de 1979, la cantante obtuvo una estrella en el Hollywood Walk of Fame. Ese mismo año lanzó dos álbumes más: I Love You So (Te amo tanto) y el álbum con dueto de Peabo Bryson, We´re the Best of Friends (Éramos los mejores amigos). Ambos álbumes recibieron el estatus de oro en los Estados Unidos, continuando su popularidad.

### Desviación en su carrera y resurgimiento
Siguiendo al lanzamiento del octavo álbum en los 1980's, Don´t Look Back (No mires atrás), su carrera empezó a desviarse. Mientras Cole agradaba y tenía hits en la música contemporánea, el hit con la balada de rock suave "That Used To Love" ("Que me encantaba del amor"), fallaba para ser disco de oro. En 1981, Cole tuvo problemas personales, incluyendo batallas contra la adicción de drogas, haciéndose la noticia pública y como resultado, su carrera sufrió. En 1983, siguiendo al lanzamiento de su álbum I'm Ready (Estoy lista) editado por Epic, Cole se sometió a rehabilitación en Connecticut en donde estuvo en tratamiento por seis meses.
Después de su rehabilitación, firmó con Atco que imprimía a Modern Records y grabó Dangerous (Peligroso) con el cual inició un lento resurgimiento para Cole en término de ventas y de regresos en las listas. En 1987, cambió a EMI-Manhattan Records y lanzó el álbum Everlasting, con lo que regresó a las listas gracias a sencillos como "Jump Start (My Heart)", llegando al Top Ten de baladas con "I Live For Your Love" (Viviendo para tu amor) y la versión pop de Bruce Springteen "Pink Cadillac" (Cadillac rosa). Esto ayudó que el álbum Everlasting, Good to Be Back (Eternamente bien y de regreso) el cual dio dos hits "Miss You Like Crazy" ("Te extraño como loca"). Esto también fue un éxito internacional, llegando a las listas Top Ten del Reino Unido.
Cole tuvo su mejores ventas del álbum en 1991 con Unforgettable... with Love (Inolvidable... con amor), de Elektra Records, quienes vieron que Cole cantaba canciones grabadas de su famoso padre, cerca de 20 años antes de que empezara ella, covers de las canciones de su padre en presentaciones en vivo de sus conciertos. Cole produjo los arreglos vocales para las canciones, con el acompañamiento de piano por su tío Ike Cole. El sello de Cole lanzó un dueto interactivo entre Cole y su padre con el título de la canción "Unforgettable" (Inolvidable). La canción llegó al número cuarenta de Billboard Hot y al número diez en las listas de R&B, llegando al oro. Unforgettable... With Love vendería 7 millones de copias solamente en los Estados Unidos y ganó varios Grammys, incluido Álbum del Año, Grabación del Año y Mejor presentación tradicional de vocalización pop para la canción.
Cole siguió posterior a este éxito, con otro álbum de jazz, titulado Take a Look (Echa una mirada), en 1993, que incluía sus grabaciones con el título de la pista con el mismo estilo de su ídolo Aretha Franklin que habían sido grabadas treinta años antes. El álbum llegaría al oro, mientras un álbum de fiesta, Holly & Ivy , también llegaría al oro. Otro álbum, Stardust (Polvo de estrellas), fue platino y presentó otro dueto con su padre en una versión moderna de "When I Fall in Love" (Cuando caigo en el amor), que le ayudó a Cole a tener otro Grammy por Mejor interpretación Pop con coros.

### Trabajos posteriores

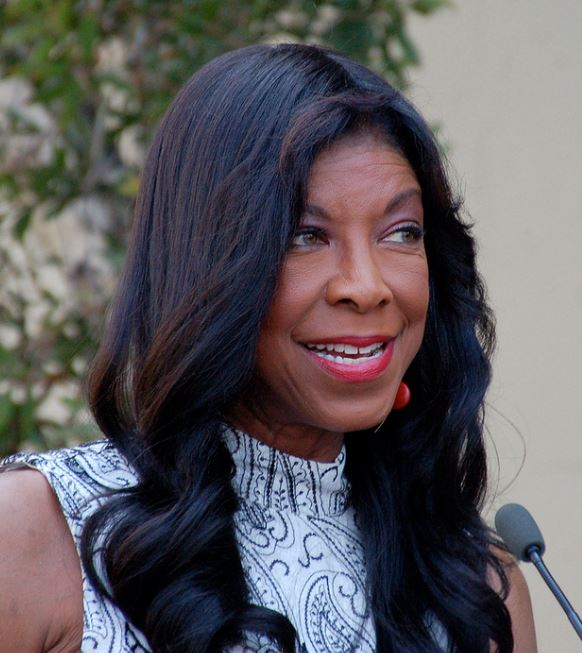
Natalie Cole en mayo de 2013

En 1999, Cole regresó en 1980's grabando con su estilo contemporáneo y urbano con el lanzamiento de Snowfall on the Sahara (Nevadas en el Sahara) en junio y segundo álbum de fiesta The Magic of Christmas (La magia de la Navidad) en octubre, grabado con la London Symphony Orchestra. Un año después, la cantante colaboró en la producción de su biopic, Livin' For Love: The Natalie Cole Story (Viviendo para el amor: la historia de Natalie Cole), con Theresa Randle en el papel de Cole. También liberó la compilación Greatest Hits, Vol I (Grandes hits vol. I) con lo que terminó su contrato con Elektra. Cambió a Verve Records y lanzó dos álbumes. En el 2002 Ask a Woman Who Knows (Pedir a una mujer que sabe), en donde continúo con sus aspiraciones de jazz, mientras que en el 2006 Livin (Dejando) que otra vez mostró a Cole como la cantante pop, rock y R&B. Hizo la versión del éxito de Aretha Franklin "Daydreaming" ("Soñador"), que fue un hit menor en las listas de R&B. en el 2008, veintisiete años después de Unforgettable... with Love, Cole grabó Still Unforgettable (Todavía inolvidable), que incluía no solo las canciones hechas famosas por su padre sino de otros artistas incluyendo a Frank Sinatra. El álbum ganaría más tarde un Grammy para Cole.
En abril de 2012, apareció en Pennington Great Performers (Grandes intérpretes y ejecutantes), una serie de artistas con la Baton Rouge Symphony Orchestra.

## Televisión y carrera en el cine

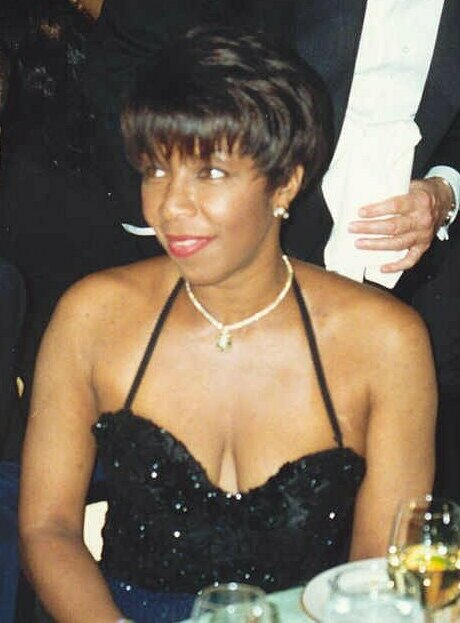
Natalie Cole en la 44ª edición de los premios Emmy.

Cole tuvo una carrera secundaria en el campo de la interpretación. Apareció varias veces en conciertos en vivo y en programas relacionados con otro tipo de música, incluyendo en 1988 el homenaje al 70 aniversario de Nelson Mandela con sus acompañantes Richard Campbell, Jeffrey Worrell, Eddie Cole y David Joyce. En 1990, ella (sola con el vocalista de jazz Al Jarreau cantó la canción "Mr. President" (Sr. Presidente) (escrita por Ray Reach, Mike Loveles y Joe Sterling) en Comic Relief en HBO, teniendo de anfitriona a Whoopi Goldberg, Robin Williams y Billy Crystal. Después Johnny Mathis apareció en un especial de Cole en 1980, y los dos volvieron a estar en contacto en 1992, en donde fue invitada por Mathis para que participara en un programa de televisión titulado A Tribute To Nat Cole (Un homenaje a Nat Cole) para la BBC-TV en el Reino Unido. Tuvo un alto índice de audiencia y fue un éxito. De este proyecto, se lanzó un álbum con el mismo nombre en donde se presentó varios medleys y solo algunos números.
En 1992, siguiendo al éxito del álbum Unforgettable: With Love, PBS realizó un especial basado en el álbum, Unforgettable, With Love: Natalie Cole Sings the Songs of Nat "King" Cole (Inolvidable con amor: Natalie Cole canta las canciones de Nat "King" Cole), recibiendo nominaciones para el Emmy por variedad excepcional, música para programa de comedia. Cole recibió una nominación por su desempeño excepcional, perdiendo ante Bette Miller.
En 1993, estuvo entre los invitados de honor para asistir a Wrestlemania IX en Caesar's Palace, Las Vegas, Nevada. Fue entrevistada por la televisión después de la conclusión de Money Incorporated vs Megamaniacs equipo que garantizaba el siguiente trabajo. Ese mismo año, se presentó en la 65.ª edición de los Oscar presentando un medley de dos canciones nominadas para el Oscar: "Run to You" ("Corre hacia mí") y "I Have Nothing" ("No tengo nada"), ambas originalmente interpretadas por Whitney Houston en la película El guardaespaldas.

### Muerte y funeral
Natalie Cole falleció el día de Nochevieja en Los Ángeles a los 65 años, a causa de complicaciones cardiacas, tal y como informó la familia en un comunicado: «Con tristeza les informamos de que nuestra madre y hermana ha fallecido. Natalie luchó de manera muy valiente y falleció como vivió: con dignidad, fuerza y honor. La vamos a echar mucho de menos y seguirá siendo Inolvidable en nuestros corazones». Natalie Cole sufría graves problemas de salud vinculados a su pasado de adicción a las drogas, lo que la llevó a cancelar varios conciertos en los últimos meses. Posee nueve premios Grammy, parte de ellos gracias a su álbum Unforgettable… with Love, en el que realizaba versiones de los éxitos de su padre, fallecido cuando ella tenía 15 años.
Su funeral fue realizado el 11 de enero de 2016, en la West Angeles Church of God in Christ de Los Ángeles. David Foster, Stevie Wonder, Smokey Robinson, Lionel Richie, Chaka Khan, Eddie Levert, Mary Wilson, Gladys Knight, Ledisi, Jesse Jackson, Angela Bassett, Denise Nicholas, Marla Gibbs, Jackée Harry y Freda Payne estuvieron presentes entre los dolientes del funeral. Fue sepultada en Forest Lawn Memorial Park de Glendale, California.

## Álbumes

### Álbumes de estudio
| Año | Álbum                                            | Posición más alta en las listas de éxitos | Posición más alta en las listas de éxitos | Posición más alta en las listas de éxitos | Posición más alta en las listas de éxitos | Posición más alta en las listas de éxitos | Posición más alta en las listas de éxitos | EE. UU. certificaciones | R.U certificaciones | Sello discográfico |
| Año | Álbum                                            | EE. UU.                                   | EE. UU. R&B                               | EE. UU. Jazz                              | EE. UU. Latin                             | EE. UU. Latin Pop                         | R.U                                       | EE. UU. certificaciones | R.U certificaciones | Sello discográfico |
| --- | ------------------------------------------------ | ----------------------------------------- | ----------------------------------------- | ----------------------------------------- | ----------------------------------------- | ----------------------------------------- | ----------------------------------------- | ----------------------- | ------------------- | ------------------ |
| 1975 | Inseparable                                      | 18                                        | 1                                         | —                                         | —                                         | —                                         | —                                         | Oro                     | —                   | Capitol            |
| 1976 | Natalie                                          | 13                                        | 3                                         | —                                         | —                                         | —                                         | —                                         | Oro                     | —                   | Capitol            |
| 1977 | Unpredictable                                    | 8                                         | 1                                         | —                                         | —                                         | —                                         | —                                         | Platino                 | —                   | Capitol            |
| 1977 | Thankful                                         | 16                                        | 5                                         | —                                         | —                                         | —                                         | —                                         | Platino                 | —                   | Capitol            |
| 1979 | I Love You So                                    | 52                                        | 11                                        | —                                         | —                                         | —                                         | —                                         | Oro                     | —                   | Capitol            |
| 1979 | We're the Best of Friends (junto a Peabo Bryson) | 44                                        | 7                                         | —                                         | —                                         | —                                         | —                                         | Oro                     | —                   | Capitol            |
| 1980 | Don't Look Back                                  | 77                                        | 17                                        | —                                         | —                                         | —                                         | —                                         | —                       | —                   | Capitol            |
| 1981 | Happy Love                                       | 132                                       | 37                                        | —                                         | —                                         | —                                         | —                                         | —                       | —                   | Capitol            |
| 1983 | I'm Ready                                        | 182                                       | 54                                        | —                                         | —                                         | —                                         | —                                         | —                       | —                   | Epic               |
| 1985 | Dangerous                                        | 140                                       | 48                                        | —                                         | —                                         | —                                         | —                                         | —                       | —                   | Modern             |
| 1987 | Everlasting                                      | 42                                        | 8                                         | —                                         | —                                         | —                                         | 62                                        | Oro                     | Plata               | EMI Manhattan      |
| 1989 | Good to Be Back                                  | 59                                        | 21                                        | —                                         | —                                         | —                                         | 10                                        | —                       | Oro                 | EMI Manhattan      |
| 1991 | Unforgettable… with Love                         | 1                                         | 5                                         | 1                                         | —                                         | —                                         | 11                                        | 7× Platino              | Oro                 | Elektra            |
| 1993 | Take a Look                                      | 26                                        | 14                                        | 1                                         | —                                         | —                                         | 16                                        | Oro                     | —                   | Elektra            |
| 1994 | Holly & Ivy                                      | 36                                        | 20                                        | —                                         | —                                         | —                                         | —                                         | Oro                     | —                   | Elektra            |
| 1996 | Stardust                                         | 20                                        | 11                                        | —                                         | —                                         | —                                         | —                                         | Platino                 | —                   | Elektra            |
| 1998 | Christmas with You                               | —                                         | —                                         | —                                         | —                                         | —                                         | —                                         | —                       | —                   | Hallmark           |
| 1999 | Snowfall on the Sahara                           | 163                                       | 64                                        | —                                         | —                                         | —                                         | —                                         | —                       | —                   | Elektra            |
| 1999 | The Magic of Christmas                           | 157                                       | 84                                        | —                                         | —                                         | —                                         | —                                         | —                       | —                   | Elektra            |
| 2002 | Ask a Woman Who Knows                            | 32                                        | 24                                        | 1                                         | —                                         | —                                         | 63                                        | —                       | —                   | Verve              |
| 2006 | Leavin'                                          | 97                                        | 16                                        | —                                         | —                                         | —                                         | —                                         | —                       | —                   | Verve              |
| 2008 | Still Unforgettable                              | 19                                        | 8                                         | 1                                         | —                                         | —                                         | 59                                        | —                       | —                   | DMI/Atco           |
| 2008 | Caroling, Caroling Christmas with Natalie Cole   | —                                         | —                                         | 9                                         | —                                         | —                                         | —                                         | —                       | —                   | Elektra/Rhino      |
| 2013 | Natalie Cole en español                          | 91                                        | —                                         | 2                                         | 1                                         | 1                                         | —                                         | —                       | —                   | Verve Records      |
| «—» indica un álbum que no se posicionó en las listas de éxitos, que no fue publicado en ese territorio o que no obtuvo ninguna certificación. |                                                  |                                           |                                           |                                           |                                           |                                           |                                           |                         |                     |                    |

## Premios
| Año  | Título                             | Categoría                                       | Género   |
| ---- | ---------------------------------- | ----------------------------------------------- | -------- |
| 1975 | Artista revelación                 |                                                 |          |
| 1975 | This will be (an everlasting love) | Mejor interpretación vocal femenina             | R&B      |
| 1976 | Sophisticated lady                 | Mejor interpretación vocal femenina             | R&B      |
| 1991 | Unforgettable: with love           | Álbum del año                                   |          |
| 1991 | Unforgettable: with love           | Mejor interpretación vocal femenina tradicional | Pop      |
| 1991 | Unforgettable                      | Canción del año                                 |          |
| 1993 | Take a look                        | Mejor álbum de jazz vocal                       | Jazz     |
| 1996 | When I fall in love                | Mejor colaboración                              | Pop/Jazz |

### Otros premios
| Natalie Cole Awards |                                                                 |                                   |           |                                        |
| Categoría           | Título                                                          | Premio                            | Resultado | Notas                                  |
| 2002 and 2009       | Best Jazz Artist                                                | NAACP Image Awards                | ganadora  |                                        |
| 2000                | Mejor actriz - Television Movie, Miniseries or Dramatic Special | NAACP Image Awards                | ganadora  | Livin for Love: The Natalie Cole Story |
| 1999                | Hitmaker Award                                                  | Songwriters Hall of Fame          | ganadora  |                                        |
| 1993                | Lifetime Musical Achievement                                    | The George and Ira Gershwin Award | ganadora  |                                        |
| 1991                | Favorite Artist - Adult Contemporary                            | American Music Awards             | ganadora  |                                        |
| 1978                | Favorite Female Artist - Soul / Rhythm & Blues                  | American Music Awards             | ganadora  |                                        |
| 1977                | Favorite Female Artist - Soul / Rhythm & Blues                  | American Music Awards             | ganadora  |                                        |